# Johannes Hispalensis
Johannes Hispalensis (lateinisch Hispalis für Sevilla; auch: Johannes Hispaniensis; Johannes von Sevilla; Johannes (David) Toletanus; Johann von Toledo) war ein spanischer Übersetzer des 12. Jahrhunderts.

## Leben
Er war ein konvertierter jüdischer Gelehrter. Sein jüdischer Name ist nicht bekannt. Die Identität mit Abraham ibn Daud (auch unter dem Namen „Avendauth“ bekannt) und Johannes Hispanus ist strittig.
Johannes Hispalensis  war einer der ersten Übersetzer für Arabisch. Er arbeitete zunächst in Limia, Portugal und dann in Toledo (vgl.: Übersetzerschule von Toledo).
Er übersetzte hauptsächlich mathematische, astronomische und astrologische Texte, auch einige philosophische und medizinische Werke. Er arbeitete zusammen mit dem Erzdiakon Dominicus Gundisalvi.
Man vermutet ihn als den Urheber des Toledobriefs, einer Katastrophenprognose, die 1185 in Europa kursierte.

## Werke
- Flores astrologiae / Albumasar. Übers.: Johannes Hispalensis. Augsburg: Erhard Ratdolt, 1488. (DNB 106696517X)